# Carmelo Lauría
Carmelo Lauría Lesseur (Caracas, Venezuela, 24 de agosto de 1936 - ibídem, 29 de noviembre de 2010), fue un abogado, jurista, asesor financiero, político, empresario, inversionista, banquero y funcionario público venezolano.
A lo largo de su carrera, fue ministro de Estado para la Producción Básica del País, ministro de Fomento, dos veces ministro de la Secretaría de la Presidencia de la República, ministro del Interior y ministro de Información y Turismo. Igualmente fue dos veces diputado en el Congreso de la República de Venezuela, alcanzando la Presidencia de la Cámara de Diputados y vicepresidente del Congreso de Venezuela, así como gobernador del Distrito Federal, manteniéndose en las listas de Acción Democrática, a lo largo de su carrera política. Fue uno de los apóstoles de Carlos Andres Perez.
Combinó su desempeño público, con el ejercicio de numerosos cargos directivos y como asesor en empresas privadas, incluyéndose entidades como el Banco de Venezuela, Sofimeca, Sociedad Financiera de Venezuela, La Electricidad de Caracas, Inversiones Tacoa, Inversiones Dosco, Inversiones La Previsora, Cervecería Caracas, entre otras.
Su carrera política y empresarial fueron notorias, siendo uno de los más reconocidos dirigentes del Partido Acción Democrática. Ostentó la Orden Francisco de Miranda y la Orden Nacional de Río Branco de Brasil, entre muchos otros reconocimientos.

## Biografía
Nace en la Parroquia Santa Rosalía, en la ciudad de Caracas, Distrito Federal. Es el segundo de seis hermanos de una familia de clase media - alta caraqueña, de origen italiano (el abuelo vino de Salerno a finales del siglo XIX). Es un político y banquero venezolano de renombre, que ha estado involucrado en la dinámica del sector privado y público o Estatal, durante buena parte de los últimos 60 años de la historia venezolana.
Carmelo Antonio Lauría Lesseur nace en la ciudad de Caracas el 24 de agosto de 1936, en el Distrito Federal. Es el primer varón de 6 hijos (tiene una hermana mayor, María Enriqueta) de una familia de clase media típica de los años 40 en Venezuela. El resto de sus hermanos son: Fernando, Jesús Alberto, Alberto y María Eugenia Lauría. Su padre, Carmelo Lauría, profesional de la medicina, fue urólogo egresado de la Universidad Central de Venezuela, y su madre, Consuelo Lesseur, ama de casa encargada de la crianza familiar, en conjunto con el padre. 
En cuanto a sus estudios, inicia la Educación Primaria en el Colegio Mixto El Paraíso, y luego es inscrito para Educación Secundaria en el Colegio La Salle, de Tienda Honda, donde cursa cuatro años de bachillerato. El quinto año lo termina en el Colegio San Ignacio de Loyola (La Salle carecía del Quinto). Estudiante de la Universidad Católica Andrés Bello, se gradúa de Abogado en 1959. Es especialista en Derecho Penal y Doctor en Derecho. Asimismo, realizó cursos especiales de Criminología, Medicina Legal, Justicia Militar, Enjuiciamiento Criminal.
Pertenece a las siguientes instituciones venezolanas: Colegio de Abogados del Distrito Federal; Instituto de Previsión Social del Abogado y Asociación Venezolana de Ejecutivos.
Casado dos veces, de su primera unión con Isabel Alcalá nacen 6 hijos: Isabel Consuelo, Carmelo, Gonzalo, María, Mercedes y Mariela. Actualmente tiene 27 nietos y 3 bisnietos. Su matrimonio definitivo sería con Silvia Mijares, la hija del ilustre Educador e Historiador venezolano Augusto Mijares. 
Su experiencia con el sector público es temprana, comenzando como Oficial C (categoría más baja) en la Junta Conservadora del Patrimonio Histórico y Artístico de la Nación, dependiente de la Dirección de Ceremonial del Ministerio de Relaciones Interiores. Posteriormente será Ministro de Fomento, Ministro de la Secretaría de la Presidencia, Ministro de Relaciones Interiores, Ministro de Información y Turismo, Director del Banco Central de Venezuela, Gobernador del Distrito Federal, Diputado, Pre-Candidato Presidencial y dirigente político del Partido Acción Democrática.
El primer contacto de Lauría con la empresa privada es como abogado a medio tiempo en la consultoría del Banco De Venezuela, en deberes relacionados con asuntos legales, ya que Carmelo Lauría es egresado en Derecho, (y posteriormente Dr.) por la Universidad Católica Andrés Bello. El Banco de Venezuela será la institución –de la cual fue Presidente- donde Carmelo Lauría, formará progresivamente la mentalidad de gerente del sector privado, a medida que escala posiciones sobre la base de mérito y preparación, así como lo fue en el ejercicio de las funciones públicas.
Carmelo Lauría ha tenido una extensa labor universitaria: Ha sido profesor en las Cátedras de Enjuiciamiento Criminal de la Universidad Católica Andrés Bello y de la Universidad Central de Venezuela. Profesor en los Cursos de Post-Grado del Instituto de Derecho Privado de la Universidad Central de Venezuela. Profesor en los Cursos de Post-Grado de Derecho Penal de la Universidad Católica Andrés Bello. Profesor de Finanzas Públicas en el Instituto de Estudio Superiores de Administración (I.E.S.A.). Miembro del Consejo Universitario, del Consejo de Representantes, del Consejo de la Facultad de Derecho, del Consejo de Fomento y de la Comisión de Promoción de la Universidad Católica "Andrés Bello". Miembro del Consejo Nacional de Universidades.

## En la Administración Pública
Ministerios:
- Ministro de Estado para la Producción Básica del País.
- Ministro de Fomento.
- Ministro de la Secretaría de la Presidencia de la República (1977-1979).[2]
- Ministro de la Secretaría de la Presidencia de la República (1985-1988).
- Ministro del Interior.
- Ministro de Información y Turismo.

Gobernación:
- Gobernador del Distrito Federal (1984-1985).

Diputaciones:
- Diputado electo por el Estado Miranda para el quinquenio 1994-1999.
- Diputado electo por el Estado Zulia.

Direcciones:
- Director del Museo Bolivariano.
- Director del Banco Central de Venezuela.
- Miembro de la Junta Directiva de Sidor.

Organismos e Institutos
- Funcionario de la Junta Protectora y Conservadora del Patrimonio Histórico y Artístico de la Nación.
- Jefe del Servicio del Consejo de la Orden del Libertador.

Nivel Presidencial:
- Vicepresidente del Congreso.
- Presidente de la Cámara de Diputados.

## Sector privado
Nivel Presidencial:
- Presidente del Banco de Venezuela.
- Presidente de Sofimeca, Sociedad Financiera.
- Presidente de "Tranex, C.A.".
- Presidente de Arrendadora Consolidada C.A.
- Vicepresidente de la Sociedad Financiera de Venezuela.

Direcciones:
- Director de la Electricidad de Caracas.
- Director de Inversiones Tacoa.
- Director de Inversiones Dosco.
- Director del Banco Hipotecario de Crédito Urbano.
- Director de Inversiones La Previsora.
- Director de la Cervecería Caracas.

Juntas Consultivas:
- Sociedad Financiera de Venezuela.
- Seguros Banvenez.
- Banco Hipotecario de Aragua
- Arrendadora Banvenez.
- Asesor de la Electricidad de Caracas.
- Asesor del Presidente del Banco Consolidado.

En el área Económica de la nación, ha actuado bien sea como Presidente, Director o Miembro de las siguientes asociaciones y organismos: 
- Presidente del Consejo Bancario Nacional.
- Presidente de la Asociación Bancaria Nacional.
- Director de la Asociación Venezolana de Ejecutivos.
- Director de FEDECAMARAS.
- Director de EDUCREDITO.
- Miembro del Consejo de Directores de la Fundación de FEDECAMARAS.
- Miembro de la Asociación Nacional de Comerciantes e Industriales.
- Miembro de la Comisión para el Estudio de Mercadeo de Capitales en Venezuela.

La actividad de Carmelo Lauría no solamente se circunscribe a la política y la economía (sus intereses fundamentales además de su familia), sino que ha trabajado por el desarrollo socioeconómico, e incluso cultural de los venezolanos. En esta misma línea, se ha desempeñado como Director y Miembro de diferentes sociedades y asociaciones:
- Presidente de la Sociedad Anticancerosa de Venezuela.
- Director del Dividendo Voluntario para la Comunidad.
- Miembro de la Junta Directiva de CARITAS.
- Miembro de la Junta Directiva de la Asociación Cristiana de Jóvenes de Caracas
- Director de la Asociación Mundial de la Vivienda Rural.
- Director de la Consultoría Jurídica del Centro de Estudiantes de la Universidad Católica "Andrés Bello".
- Profesor en el área de Derecho de las Universidades Católica Andrés Bello, Universidad Central de Venezuela.
- Profesor de Finanzas Públicas en el Instituto de Estudio Superiores de Administración I.E.S.A.
- Miembro del Consejo Universitario, del Consejo de Representantes, del Consejo de la Facultad de Derecho, del Consejo de Fomento y miembro del Consejo Nacional de Universidades.

## Condecoraciones
Ha recibido, entre otras, las siguientes condecoraciones debido a sus capacidades en las esferas de la vida nacional: Venezuela: Orden Cordón de la Orden Libertador (Pos Ascenso). Orden "Francisco de Miranda", en Primera Clase. Galardón Distinción "José Félix Ribas". Cruz de la Policía Metropolitana. Distinción al Mérito, Primera Clase (Ministerio de Justicia). Cruz de las Fuerzas Armadas de Cooperación. Barra de Honor al Mérito del Servicio de Justicia Militar. Orden Andrés Bello, Banda de Honor. Orden al Mérito en el Trabajo. Cruz de las Fuerzas Terrestres. Cruz de las Fuerzas Aéreas. Orden al Mérito Naval. Brasil: Orden Nacional de Río Branco. España: Gran Cruz Isabel La Católica. Portugal: Orden Militar Cristo. Arabia Saudita: Abdul-Azizz-Al Saud. De Qatar: Orden de Alkuwait y de Australia: Orden de Australia

## Publicaciones
Carmelo Lauría, es autor de obras que abordan las áreas económica, legal y política:
- La Acción en el Proceso Penal Venezolano.
- El Sistema de la Prueba Penal.
- Los Nuevos Retos del Partido del Pueblo.
- La Jurisdicción y la Competencia en el Proceso Penal Venezolano. Acción Democrática de cara al siglo XXI.
- Recursos Financieros y Estrategia del Desarrollo en Venezuela.
- Antecedentes Legales de la Condecoración "Orden Francisco de Miranda".
- El Sumario en el Proceso Legal Venezolano.
- El presupuesto y la banca.
- Las operaciones bancarias y su aspecto técnico judicial. El mercadeo de capitales.
- El Seguro, la Banca y otras áreas de la Economía venezolana.
- El sistema de libre empresa, análisis comparativo.
- El sistema financiero venezolano y sus instituciones.
- Empresas del Estado. Empresa Privada y Desarrollo Nacional. Nacionalismo Democrático.